# Pierre Mathieu Dumoulin
Pour les articles homonymes, voir Dumoulin.
 (juin 2025).
Pierre Mathieu Philippe Joseph Dumoulin est un homme politique français né le 7 avril 1765 à Saint-Amand-les-Eaux (Nord) et décédé le 14 février 1847 à Douai (Nord).

## Biographie
Avocat au Parlement de Flandre en 1788, il devient maire de Saint-Amand-les-Eaux en 1790. Il occupe une chaire de droit français à Douai en 1791 puis devient président du district et administrateur au directoire du département. En 1797, il devient juge au tribunal civil du Nord. 
Il est élu député du Nord au Conseil des Cinq-Cents le 26 germinal an VII, puis siège au corps législatif jusqu'en 1805, puis de nouveau entre 1811 et 1815. Il est également conseiller à la cour d'appel de Douai et conseiller général sous la monarchie de Juillet.

## Sources
- « Pierre Mathieu Dumoulin », dans Adolphe Robert et Gaston Cougny, Dictionnaire des parlementaires français, Edgar Bourloton, 1889-1891 [détail de l’édition]